# Metasia carnealis
Metasia carnealis là một loài bướm đêm trong họ Crambidae.